# Pistol Annies
Pistol Annies — американская кантри-супергруппа, состоящая из Миранды Ламберт, Эшли Монро и Ангалины Пресли. Трио впервые выступило 4 апреля 2011 года на телепередаче Академии кантри-музыки Girls' Night Out: Superstar Women of Country, вышедшей в эфир на CBS.
Коллектив выпустил дебютный альбом Hell on Heels 23 августа 2011 года на Columbia Records Nashville. Он достиг пятого места в хит-параде Billboard 200 и получил положительные отзывы критиков, заняв девятое место в списке лучших релизов 2011 года по версии Entertainment Weekly. Заглавный трек пластинки вышел на сингле, видеоклип к нему в июле демонстрировался на телеканале Great American Country.

## Дискография

### Студийный альбом
| Название      | Данные                                                                              | Высшее место в чарте | Высшее место в чарте |
| Название      | Данные                                                                              | US Top Digital       | US                   |
| ------------- | ----------------------------------------------------------------------------------- | -------------------- | -------------------- |
| Hell on Heels | - Дата выпуска: 23 августа 2011 - Лейбл: Columbia Nashville - Форматы: CD, загрузка | 1                    | 5                    |

- Annie Up (2013)
- Interstate Gospel (2018)

### Синглы
| Год  | Сингл           | Высшее место | Альбом        |
| Год  | Сингл           | US           | Альбом        |
| ---- | --------------- | ------------ | ------------- |
| 2011 | «Hell on Heels» | 55           | Hell on Heels |

### Видеоклипы
| Год  | Видео           | Режиссёр  |
| ---- | --------------- | --------- |
| 2011 | «Hell on Heels» | Беки Флюк |